# NGC 5669
NGC 5669 (również PGC 51973 lub UGC 9353) – galaktyka spiralna z poprzeczką (SBc), znajdująca się w gwiazdozbiorze Wolarza. Odkrył ją William Herschel 19 marca 1784 roku.
W galaktyce tej zaobserwowano supernową SN 2013ab.